# Course en ligne féminine aux championnats du monde de cyclisme sur route 1999
Navigation
1998 2000
La course en ligne féminine aux championnats du monde de cyclisme sur route 1999 a lieu le 9 octobre 1999 à Vérone en Italie. Elle est remportée par la Lituanienne Edita Pučinskaitė.

## Classement
|                                    | Coureuse                  | Pays             |    | Temps           |
| ---------------------------------- | ------------------------- | ---------------- | -- | --------------- |
| Médaille d'or, Coupe du Monde      | Edita Pučinskaitė         | Lituanie         | en | 2 h 59 min 49 s |
| Médaille d'argent, Coupe du Monde  | Anna Wilson               | Australie        | +  | 18 s            |
| Médaille de bronze, Coupe du Monde | Diana Žiliūtė             | Lituanie         |    | 18 s            |
| 4                                  | Tatiana Stiajkina         | Ukraine          |    | 18 s            |
| 5                                  | Valeria Cappellotto       | Italie           |    | 18 s            |
| 6                                  | Zulfiya Zabirova          | Russie           |    | 18 s            |
| 7                                  | Joane Somarriba           | Espagne          |    | 18 s            |
| 8                                  | Daniela Veronesi          | Saint-Marin      |    | 18 s            |
| 9                                  | Jeannie Longo-Ciprelli    | France           |    | 18 s            |
| 10                                 | Nicole Brändli            | Suisse           |    | 18 s            |
| 11                                 | Géraldine Loewenguth      | France           |    | 18 s            |
| 12                                 | Rasa Polikevičiūtė        | Lituanie         |    | 18 s            |
| 13                                 | Lyne Bessette             | Canada           |    | 18 s            |
| 14                                 | Jolanta Polikevičiūtė     | Lituanie         |    | 43 s            |
| 15                                 | Alessandra Cappellotto    | Italie           |    | 1 min 28 s      |
| 16                                 | Susy Pryde                | Nouvelle-Zélande |    | 4 min 33 s      |
| 17                                 | Chantal Beltman           | Pays-Bas         |    | 4 min 33 s      |
| 18                                 | Gulnara Fatkúlina         | Russie           |    | 4 min 33 s      |
| 19                                 | Alison Sydor              | Canada           |    | 4 min 33 s      |
| 20                                 | Heidi Van De Vijver       | Belgique         |    | 4 min 33 s      |
| 21                                 | Elsbeth Vink              | Pays-Bas         |    | 4 min 33 s      |
| 22                                 | Anke Erlank               | Afrique du Sud   |    | 4 min 33 s      |
| 23                                 | Roberta Bonanomi          | Italie           |    | 4 min 33 s      |
| 24                                 | Susanne Ljungskog         | Suède            |    | 4 min 33 s      |
| 25                                 | Barbara Heeb              | Suisse           |    | 4 min 33 s      |
| 26                                 | Élisabeth Chevanne-Brunel | France           |    | 4 min 33 s      |
| 27                                 | Lenka Ilavská             | Slovaquie        |    | 4 min 33 s      |
| 28                                 | Cindy Pieters             | Belgique         |    | 4 min 33 s      |
| 29                                 | Annie Gariepy             | Canada           |    | 4 min 33 s      |
| 30                                 | Fátima Blázquez           | Espagne          |    | 4 min 33 s      |
| 31                                 | Valentina Polkhanova      | Russie           |    | 4 min 33 s      |
| 32                                 | Yvonne Schnorf            | Suisse           |    | 6 min 46 s      |
| 33                                 | Karen Kurreck             | États-Unis       |    | 6 min 46 s      |
| 34                                 | Tracey Gaudry             | Australie        |    | 6 min 46 s      |
| 35                                 | Valentyna Karpenko        | Ukraine          |    | 6 min 46 s      |
| 36                                 | Valentina Gerasimova      | Russie           |    | 6 min 46 s      |
| 37                                 | Leigh Hobson              | Canada           |    | 6 min 46 s      |
| 38                                 | Ragnhild Kostøl           | Norvège          |    | 6 min 46 s      |
| 39                                 | Juanita Feldhahn          | Australie        |    | 6 min 46 s      |
| 40                                 | Bogumiła Matusiak         | Pologne          |    | 6 min 46 s      |
| 41                                 | Chantal Daucourt          | Suisse           |    | 6 min 46 s      |
| 42                                 | Sigrid Corneo             | Italie           |    | 6 min 46 s      |
| 43                                 | Wenche Stensvold          | Norvège          |    | 6 min 46 s      |
| 44                                 | Mirjam Melchers           | Pays-Bas         |    | 6 min 46 s      |
| 45                                 | Kimberly Smith            | États-Unis       |    | 6 min 46 s      |
| 46                                 | Fabiana Luperini          | Italie           |    | 6 min 46 s      |
| 47                                 | Oksana Saprykina          | Ukraine          |    | 9 min 19 s      |
| 48                                 | Rosa Bravo                | Espagne          |    | 12 min 50 s     |

|                      | Coureuse             | Pays        |  | Temps       |
| -------------------- | -------------------- | ----------- |  | ----------- |
| Autres compétitrices |                      |             |  |             |
| 50                   | Marie Höljer         | Suède       |  | 12 min 50 s |
| 51                   | Marion Brauen        | Suisse      |  | 12 min 50 s |
| 52                   | Zinaida Stahurskaia  | Biélorussie |  | 12 min 50 s |
| 54                   | Solrun Flataas       | Norvège     |  | 12 min 50 s |
| 55                   | Vanja Vonckx         | Belgique    |  | 12 min 50 s |
| 56                   | Lucia Pizzolotto     | Italie      |  | 12 min 50 s |
| 57                   | Aleksandra Koliaseva | Russie      |  | 12 min 50 s |
| 59                   | Zita Urbonaitė       | Ukraine     |  | 12 min 50 s |
| 60                   | Sanna Lehtimäki      | Finlande    |  | 12 min 50 s |
| 61                   | Séverine Desbouys    | France      |  | 12 min 50 s |
| 62                   | Tina Liebig          | Allemagne   |  | 16 min 29 s |
| 63                   | Sara Symington       | Royaume-Uni |  | 18 min 35 s |
| 64                   | Laurence Restoin     | France      |  | 18 min 35 s |
| 65                   | Arenda Grimberg      | Pays-Bas    |  | 18 min 35 s |
| 68                   | Magali Le Floc'h     | France      |  | 20 min 28 s |
| 70                   | Madeleine Lindberg   | Suède       |  | 20 min 28 s |
| 71                   | Sara Carrigan        | Australie   |  | 20 min 28 s |
| 79                   | Priska Doppmann      | Suisse      |  | 20 min 28 s |
| 81                   | Lensy Debboudt       | Belgique    |  | 22 min 27 s |
| 84                   | Kerstin Scheitle     | Allemagne   |  | 22 min 44 s |
| 85                   | Alison Wright        | Australie   |  | 25 min 0 s  |
| 88                   | Miho Oki             | Japon       |  | 28 min 5 s  |
| 89                   | Lisbeth Simper       | Danemark    |  | 29 min 42 s |
| 90                   | Karen Dunne          | États-Unis  |  | 30 min 48 s |
| 91                   | Rikke Sandhøj        | Danemark    |  | 30 min 48 s |